# Apogonichthyoides opercularis
Apogonichthyoides opercularis és una espècie de peix pertanyent a la família dels apogònids.

## Descripció
- Pot arribar a fer 7 cm de llargària màxima.
- La punta de la primera aleta dorsal és negrosa.
- Absència de bandes marronoses al cos.
- 9 espines i 10-11 radis tous a l'aleta dorsal i 2 espines i 9 radis tous a l'anal.
- 16 radis a l'aleta pectoral.
- 24 vèrtebres.[5]

## Hàbitat
És un peix marí, associat als esculls costaners i de clima tropical.

## Distribució geogràfica
Es troba al Pacífic occidental central: és un endemisme del nord d'Austràlia.

## Observacions
És inofensiu per als humans i de costums nocturns.